# RSVP
Съкращението RSVP или Rsvp произлиза от френската фраза Répondez, s’il vous plaît и означава „Отговорете, моля“, като самото s'il vous plaît звучи буквално „ако обичате“. Използва се сред интернет потребителите и в частност по имейлите много често на английски и други езици и по-рядко или не се среща на български език. RSVP понякога се използва, ако трябва да се участва някъде и се изисква отговор за това дали даденото лице ще присъства. Исторически този вид покана е от времето на крал Луи XIV.